# King Christian Island
King Christian Island – niezamieszkana wyspa w archipelagu Wysp Sverdrupa we wschodniej części Wysp Królowej Elżbiety w północnej części Archipelagu Arktycznego w północnej Kanadzie. Położona 13,5 km od Wyspy Ellefa Ringnesa i 67 km od Lougheed Island. Najwyższe wzniesienie na wyspie ma wysokość 165 m n.p.m. i jest znane pod nieoficjalną nazwą King Christian Mountain.
Wyspę odkryli 29 kwietnia 1901 roku Gunnar Isachsen i Sverre Hassel, którzy nazwali ją imieniem Chrystiana IX. Po raz pierwszy na mapach uwzględnił ją Vilhjalmur Stefansson w sierpniu 1916 roku.
Wyspa zajmuje powierzchnię 645 km². Jej długość wynosi 38,8 km, a maksymalna szerokość – 25,7 km.

## Literatura dodatkowa
- H. R. Balkwill, K. J. Roy: Geology of King Christian Island, District of Franklin. Ottawa: Minister of Supply and Services Canada, 1977. ISBN 0-660-00835-1. (ang.). Brak numerów stron w książce